# 찰리 호프하이머
찰리 호프하이머(Charlie Hofheimer, 1981년 4월 17일 ~ )는 미국의 각본가, 영화 제작자, 배우, 영상 편집자이다.
브루클린에서 태어났다.

## 출연 작품
- 이지 리빙 (2017년)
- 디펜던츠 데이 (2016년)
- 파라노이아 (2013년) - 리처드 맥콜리스터 역
- The March Sisters at Christmas (2012) - 존 역
- 우드 유 래더 (2012년) - 트래비스 역
- 그레이브 던 (2010년)
- 빌리지 (2004년) - 어린 경호원 역
- 라스트 볼 (2001년)
- 블랙 호크 다운 (2001년) - Cpl. 제임스 제이미 스미스 역
- 뮤직 오브 하트 (1999년)
- 파더스 데이 (1997년) - 스콧 앤드류스 역
- 보이스 (1996년)
- 영원한 친구 래시 (1994년)

### 텔레비전
- 로앤오더: 범죄 전담반 (1996)